# Militära grader i Frankrikes flotta
Militära grader i Frankrikes flotta visar den hierarkiska ordningen bland personalen i Marine Nationale.

## Officerare

Amiral tilltalas: Amiral Amiral
Vice-amiral d'escadre tilltalas: Amiral Viceamiral
Vice-amiral tilltalas: Amiral Konteramiral
Contre-amiral tilltalas: Amiral Flottiljamiral
Capitaine de vaisseau tilltalas: Commandant Kommendör
Capitaine de frégate tilltalas: Commandant Kommendörkapten
Capitaine de corvette tilltalas: Commandant Örlogskapten
Lieutenant de vaisseau tilltalas: Capitaine Kapten
Enseigne de vaisseau de première classe tilltalas: Lieutenant Löjtnant
Enseigne de vaisseau de deuxième classe tilltalas: Lieutenant Fänrik
Aspirant tilltalas: Lieutenant Flaggkadett Kadett under andra året vid École navale (franska marinens militärhögskola); kontraktsanställd officer under första anställningsåret; volontärofficer; student vid École Polytechnique och vid École nationale supérieure d'ingénieurs under verksamhetförlagd utbildning vid Marine Nationale
Elève officier tilltalas: Monsieur eller Madame Sjökadett Kadett under första året vid École navale

## Specialistofficerare

Second maître maistrancier tilltalas: Quartier-maître informellt: maître Specialistofficersaspirant efter specialist-officersskolan
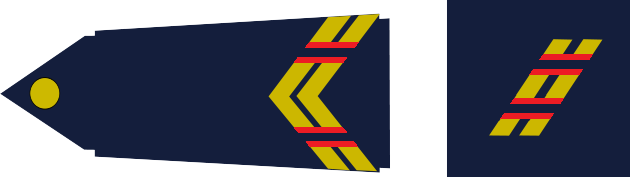
Éleve maîstrancier Specialistofficersaspirant vid specialistofficersskolan

Major tilltalas: Major Flottiljförvaltare
Maître principal tilltalas: Maître principal informellt: cipal Förvaltare
Premier maître tilltalas: Premier maître informellt: patron Förvaltare
Maître tilltalas: Maître informellt: patron Flaggstyrman
Second maître tilltalas: Second maître informellt: chef Förste styrman

- Second maître maistrancier
 tilltalas: Quartier-maître
 informellt: maître 
Specialistofficersaspirant efter specialist-officersskolan
- Éleve maîstrancier 
Specialistofficersaspirant vid specialistofficersskolan

## Gruppbefäl och sjömän

Quartier-maître de première classe tilltal: Quartier-maître informellt: chouffe Korpral
Quartier-maître de deuxième classe tilltal: Quartier-maître informellt: crabe Vicekorpral
Matelot de première classe tilltal: Matelot Sjöman 1kl

## Sjöfartsverket
Det franska sjöfartsverket - Affaires maritimes - är en civil myndighet, men dess högre tjänstemän tillhör två av den franska flottans yrkesofficerskårer, Administrateurs des affaires maritimes och Officier du corps technique des affaires maritimes.

### Administrativa officerare

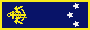
Administrateur général de 1ère classe des affaires maritimes tilltalas: Monsieur l'administrateur général
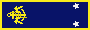
Administrateur général de 2ème classe des affaires maritimes tilltalas: Monsieur l'administrateur général
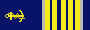
Administrateur en chef de 1re classe des affaires maritimes tilltalas:Monsieur l'administrateur en chef
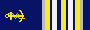
Administrateur en chef de 2e classe des affaires maritimes tilltalas:Monsieur l'administrateur en chef
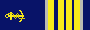
Administrateur principal des affaires maritimes tilltalas:Monsieur l'administrateur principal
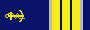
Administrateur de 1re classe des affaires maritimes tilltalas:Monsieur l'administrateur
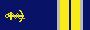
Administrateur de 2e classe des affaires maritimes tilltalas:Monsieur l'administrateur
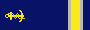
Administrateur de 3e classe des affaires maritimes tilltalas:Monsieur l'administrateur
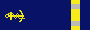
Élève-administrateur des affaires maritimes tilltalas:Monsieur l'administrateur

### Tekniska officerare

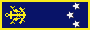
Officier général de 1ère classe des affaires maritimes tilltalas: Amiral eller Monsieur l'officier général
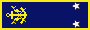
Officier général de 2ème classe des affaires maritimes tilltalas: Amiral eller Monsieur l'officier général
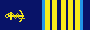
Officier en chef de 1ère classe des affaires maritimes tilltalas: Commandant eller Monsieur l'officier en chef
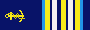
Officier en chef de 2ème classe des affaires maritimes tilltalas: Commandant'eller Monsieur l'officier en chef
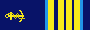
Officier principal des affaires maritimes tilltalas: Commandanteller Monsieur l'officier principal
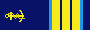
Officier de 1ère classe des affaires maritimes tilltalas: Capitaine eller  Monsieur l'officier
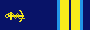
Officier de 2ème classe des affaires maritimes tilltalas: Lieutenant eller  Monsieur l'officier
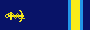
Officier de 3ème classe des affaires maritimes tilltalas: Lieutenant eller  Monsieur l'officier
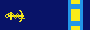
Élève-Officier des affaires maritimes Lieutenant eller  Monsieur l'officier

## Sjöfartslärare
Lektorer och professorer vid sjöfartsgymnasier och sjöfartshögskolor tillhör en av den franska flottans yrkesofficerskårer, Professeurs de l'enseignement maritime. Adjunkter vid sjöfartsgymnasierna tillhör däremot en civil personalkår, Professeur technique de l’enseignement maritime.

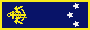
Professeur général de première classe de l'enseignement maritime tilltalas:Monsieur le professeur général
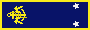
Professeur général de deuxième classe de l'enseignement maritime tilltalas:Monsieur le professeur général
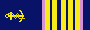
Professeur en chef de première classe de l'enseignement maritime tilltalas:Monsieur le professeur en chef
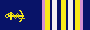
Professeur en chef de deuxième classe de l'enseignement maritime tilltalas:Monsieur le professeur en chef
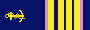
Professeur principal de l'enseignement maritime tilltalas:Monsieur le professeur principal

## Illustrationer

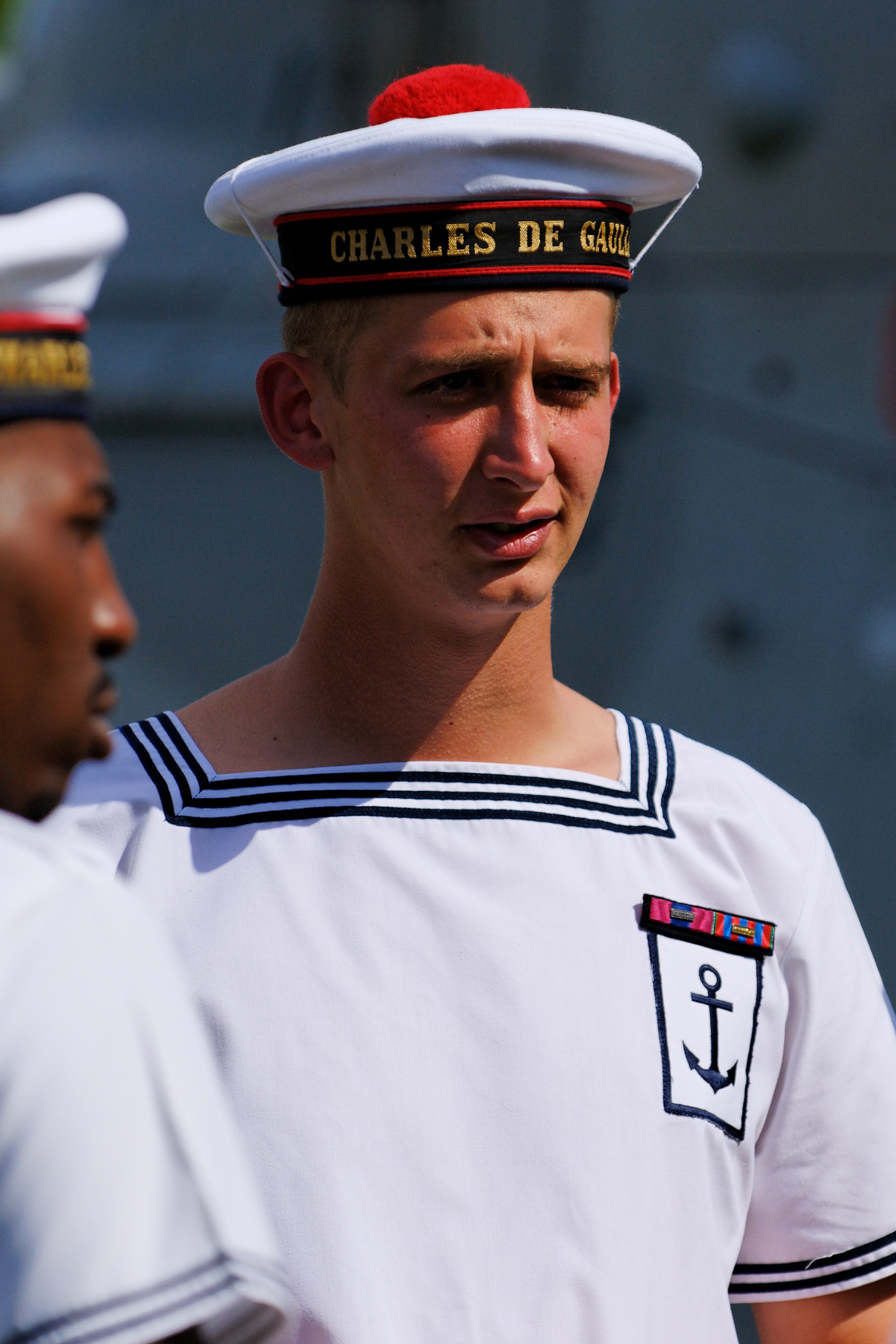
Matelot
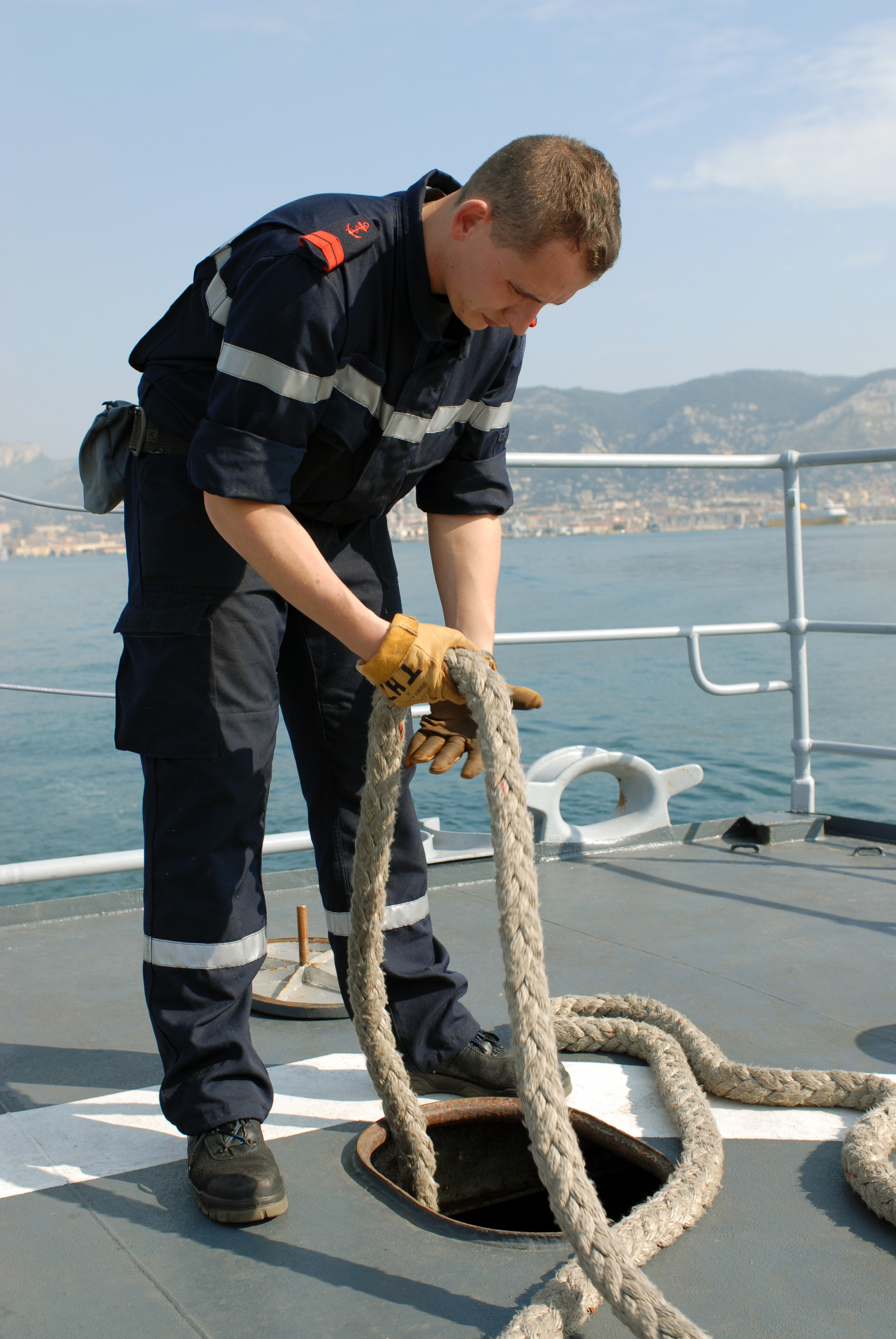
Quartier-maître de deuxième classe
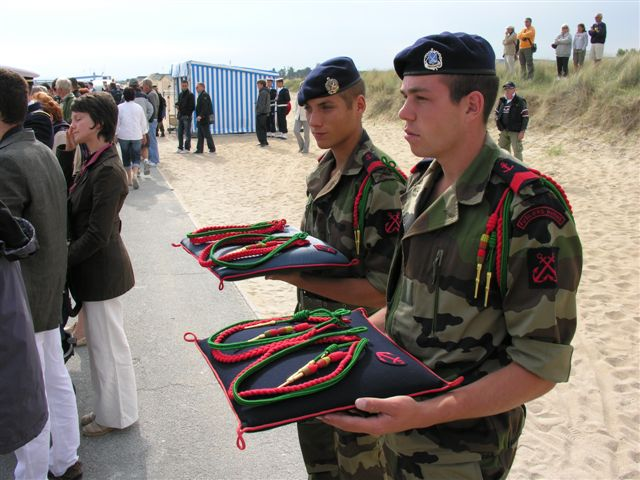
Två Quartier-maître de deuxième classe vid Fusiliers marins, den franska marinens bassäkerhetsförband
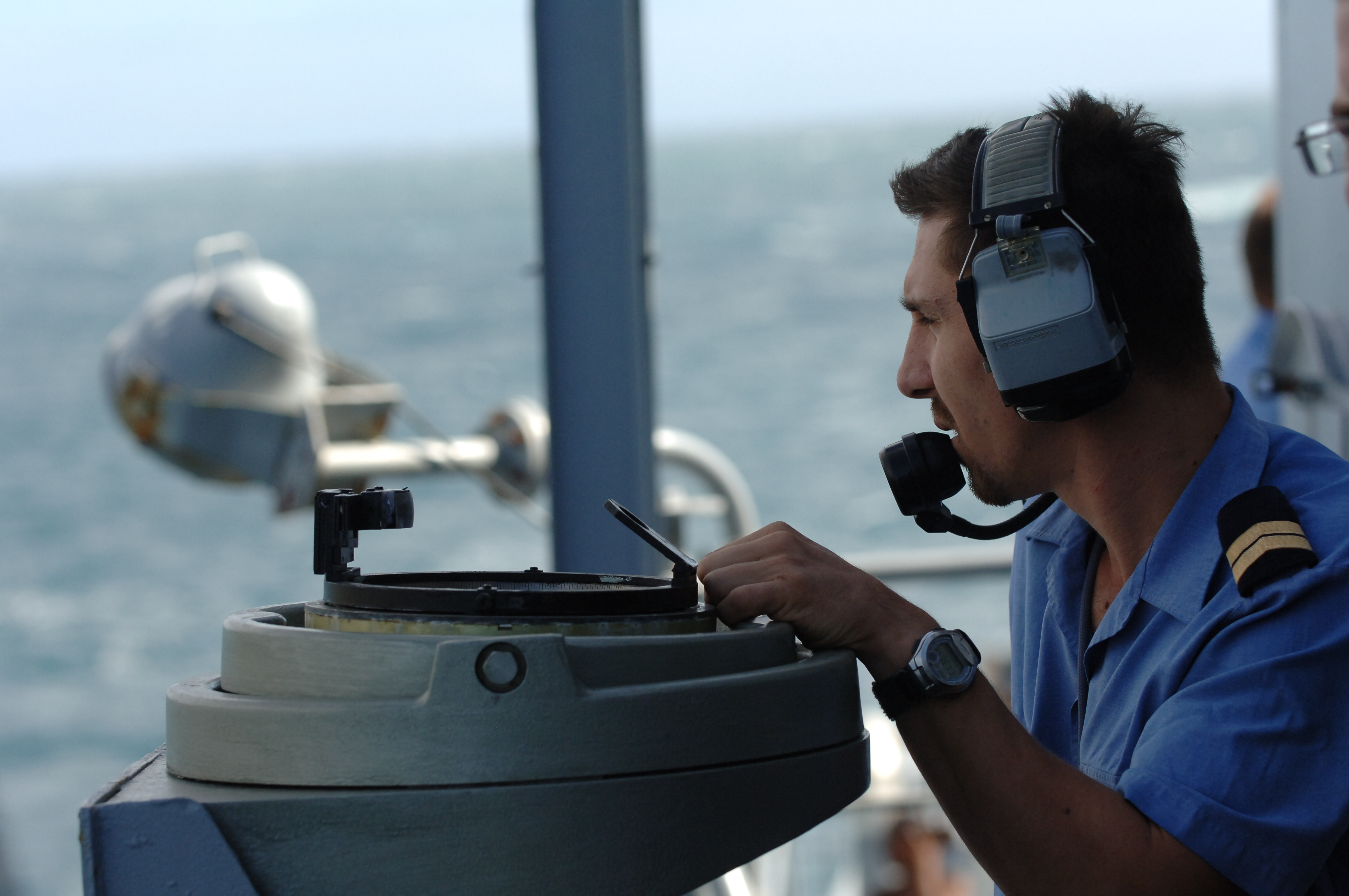
Second maître
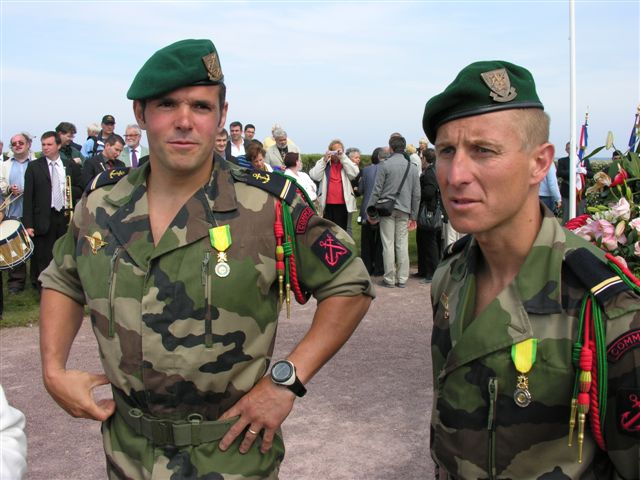
Två Premier maître vid Commando marine
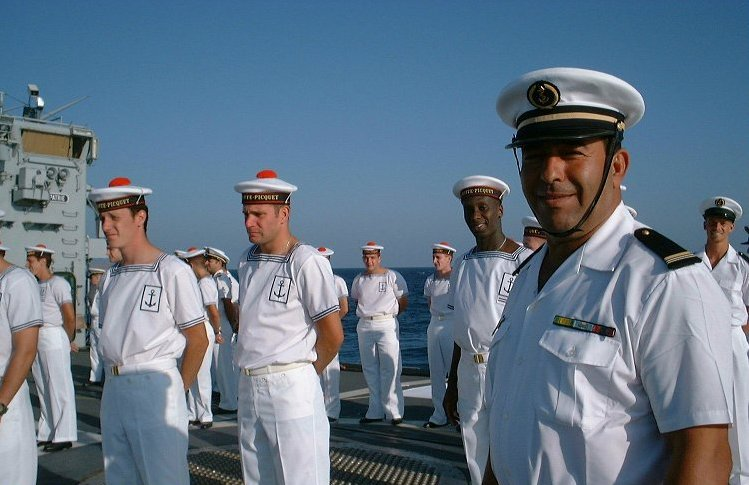
Maître principal (till höger)
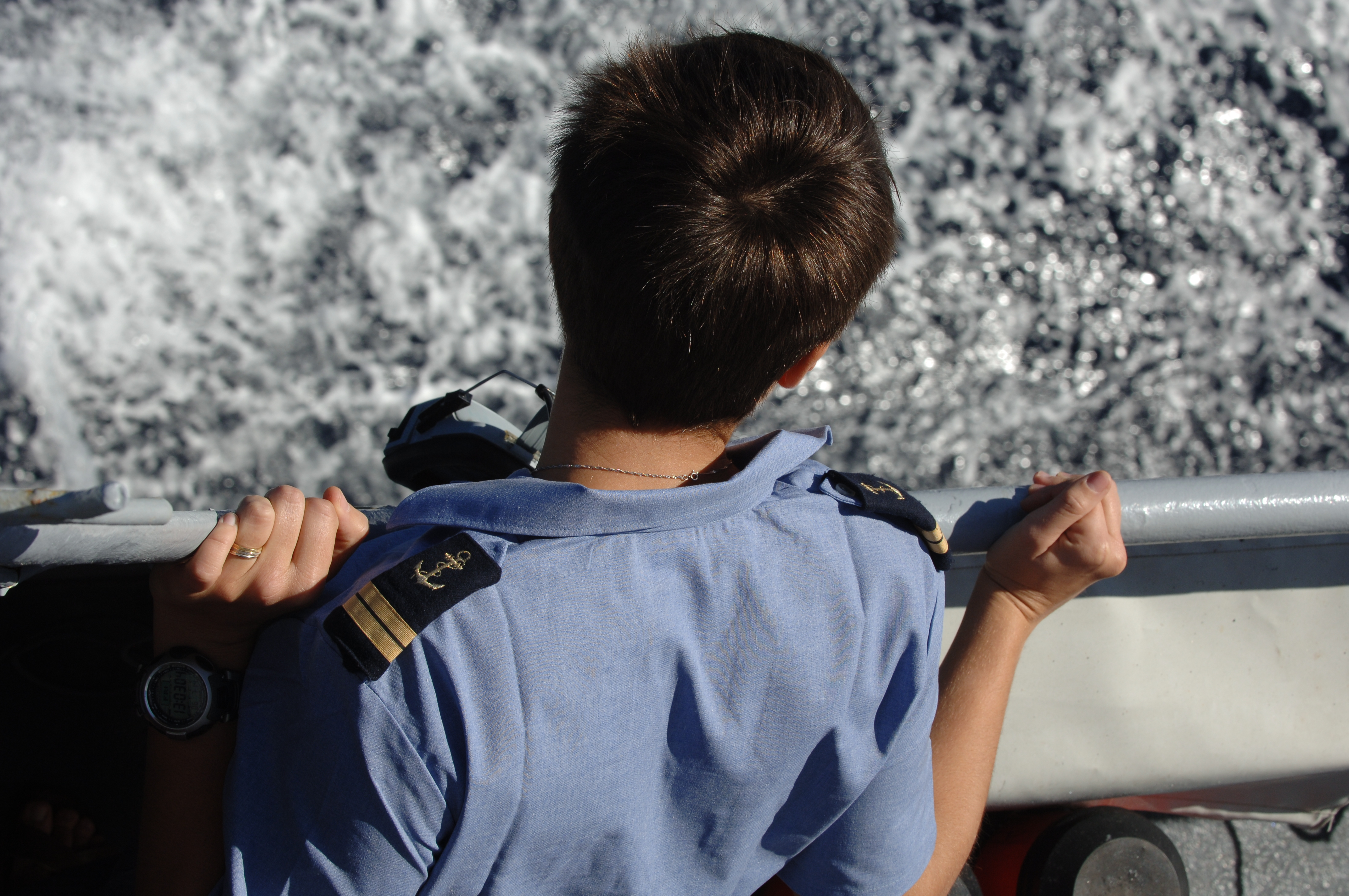
Enseigne de vaisseau de première classe
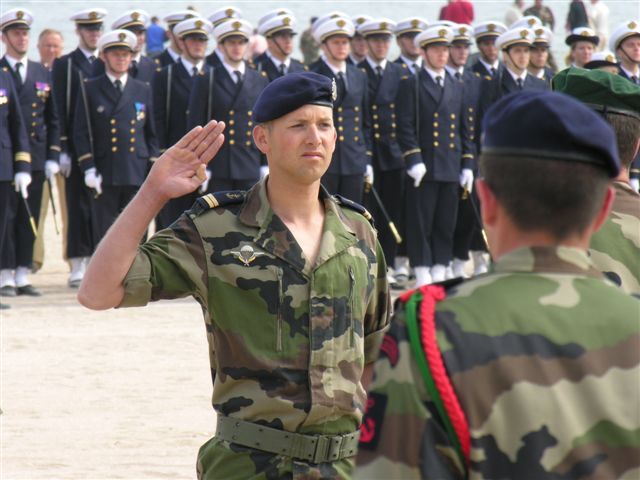
Enseigne de vaisseau de première classe vid Fusiliers marins, den franska marinens bassäkerhetsförband
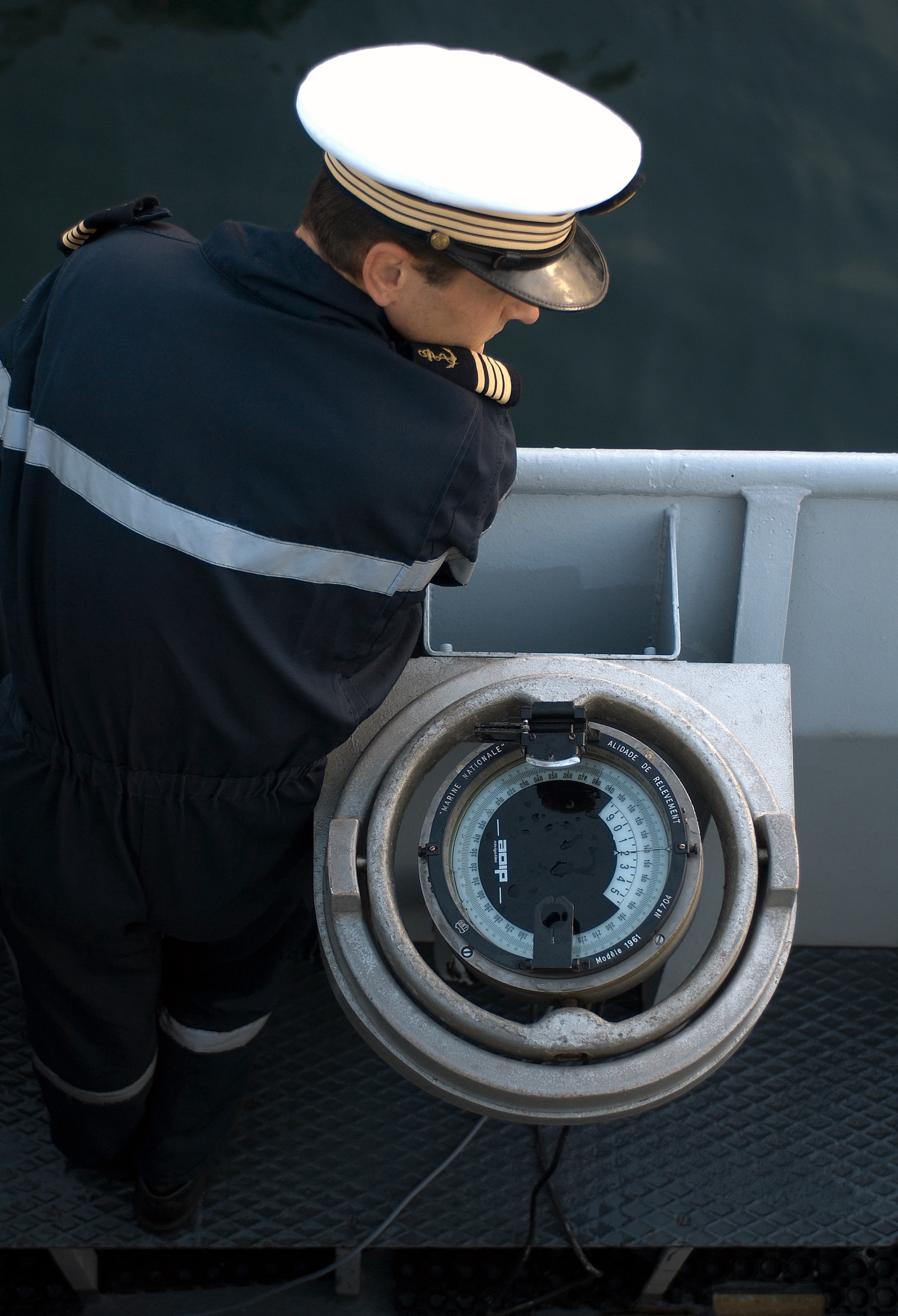
Capitaine de corvette
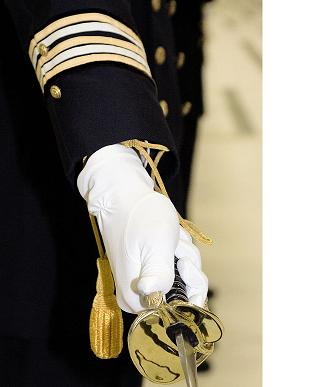
Gradbeteckning för Capitaine de frégate
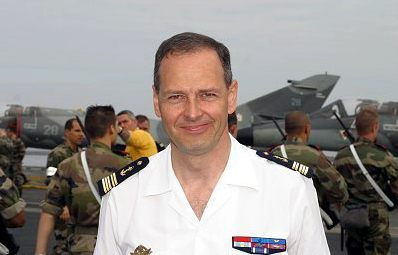
Capitaine de vaisseau
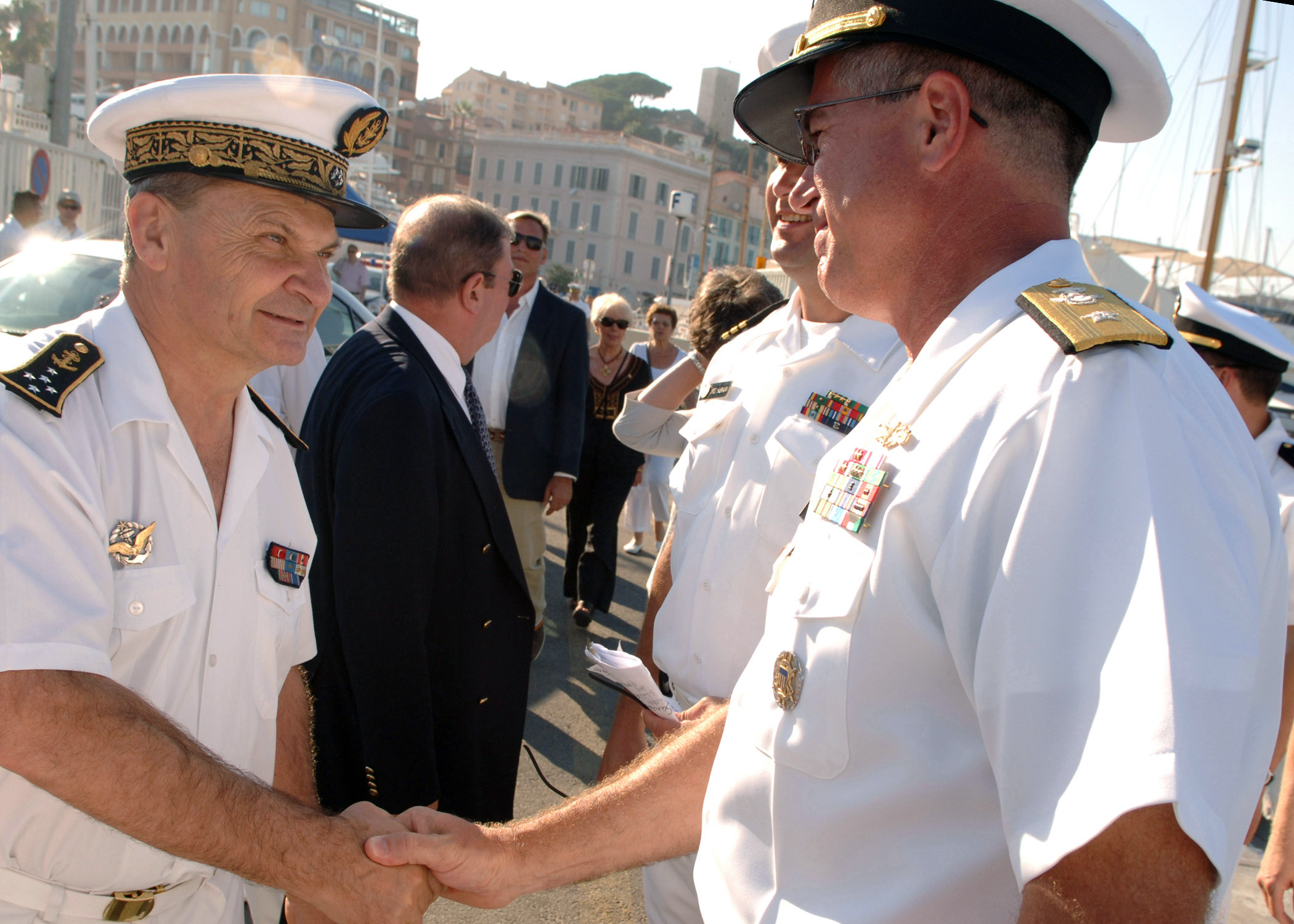
Amiral (till vänster)